# Classe Northampton
La classe Northampton est une classe de six croiseurs lourds de l’United States Navy, la deuxième construite en respectant les stipulations du Traité de Washington de 1922, limitant le déplacement à un maximum de 10 000 tonnes et le calibre maximum à 8 pouces (203 mm) pour la batterie d'artillerie principale. Cette classe de croiseurs américains est celle qui, avec trois bâtiments coulés sur six, a perdu le plus grand nombre de navires et subi le plus fort taux de pertes, 50%, pendant la guerre.

## Conception et caractéristiques
L'US Navy a été la dernière des grandes marines à lancer, à la fin des années 1920, la construction de croiseurs respectant le traité de limitation des constructions navales, alors que, par exemple, la Marine impériale japonaise en était à la troisième classe de croiseurs de ce type mise en service. C'est pourquoi la première classe américaine construite , classe Pensacola, a porté deux groupes de tourelles, une tourelle double et une triple superposée, à l'avant et à l'arrière, ce qui mettait ces croiseurs à égalité en nombre de pièces (dix) avec les plus puissants croiseurs japonais, alors que les croiseurs britanniques, italiens ou français n'en portait que huit. Mais la tourelle n°3 des cinq tourelles des navires japonais avait un champ de tir réduit aux abords. C'est donc un meilleur agencement de trois tourelles triples, deux à l'avant et une à l'arrière, qui a été retenu pour la nouvelle classe dont le navire éponyme, USS Northampton, a été lancé en septembre 1929.

### Caractéristiques
L'artillerie principale était équipée du Canon de 8 pouces/55 calibres Mk9. Le gain de poids des tourelles était de 130 tonnes, avec la disposition en trois « montages triples » (cette désignation découlait de ce que les canons sous tourelles étaient montés sur un berceau unique), et permettait de renforcer leur blindage d'environ 20 mm. Cependant ce montage et la faiblesse de l'entraxe entraînait une assez forte dispersion des tirs en salves. La cadence de tir était habituellement de l'ordre 3 coups par minute, et cette vitesse de tir a longtemps été une préoccupation des ingénieurs navals américains. L'artillerie secondaire comptait 8 affûts simples de 127 mm/25 calibres, 4 de chaque bord, et la Défense Contre Avions originellement deux pièces simples de 3 livres et 8 mitrailleuses de calibre 0,50 pouces (12,7 mm).

Les navires furent les premiers à disposer d'un hangar devant la cheminée arrière pour abriter les avions embarqués, la grue étant installée sur le toit du hangar, et la catapulte surélevée pour dégager le pont.
La faiblesse de leur protection (ceinture blindée de moins de 100 mm, pont blindé de 50 mm, tourelles portant 50 à 64mm) fit classer les navires des deux premières classes en croiseurs légers (CL) mais ils ont été reclassés en croiseurs lourds en 1931 (CA, en anglais : Cruisers Armored), avec l'entrée en vigueur du traité naval de Londres de 1930.

### Modernisation
Les tubes lance-torpilles initialement installés, comme sur la classe Pensacola, ont été enlevés vers1935. Pendant la guerre, la conduite de tir a été améliorée avec quatre postes supplémentaires. Pour la Défense Contre Avions, quatre affûts quadruples de 40 mm et 27 affûts simples de 20 mm ont été installés, et des radars de veille aérienne et de direction de tir ont été ajoutés.

## Navires
| Nom         | Numéro | Chantier naval                        | Lancement          | Mise en service | Fin de service             |
| ----------- | ------ | ------------------------------------- | ------------------ | --------------- | -------------------------- |
| Northampton | CA-26  | Bethlehem Steel à Quincy              | 5 septembre 1929   | 17 mai 1930     | coulé le 1er décembre 1942 |
| Chester     | CA-27  | New York Shipbuildind Camden New York | 3 juillet 1929     | 11 juin 1930    | détruit en mars 1959       |
| Louisville  | CA-28  | Puget Sound Naval à Bremerton         | 1er septembre 1930 | mars 1931       | détruit en mars 1959       |
| Chicago     | CA-29  | Mare Island Naval Shipyard à Vallejo  | 10 avril 1930      | mars 1931       | coulé le 30 janvier 1943   |
| Houston     | CA-30  | Northrop Grumman à Newport News       | 7 septembre 1929   | juin 1930       | coulé le 1er mars 1942     |
| Augusta     | CA-31  | Northrop Grumman à Newport News       | 1er février 1930   | janvier 1931    | détruit en mars 1959       |

## Service
Cette classe a servi durant la Seconde Guerre mondiale.
Le USS Houston a participé au sein de l'ABDACOM aux combats dans les eaux des Indes orientales néerlandaises, en février 1942. Sa tourelle arrière d'artillerie principale a été détruite, à la bataille du détroit de Makassar et il a été coulé à la bataille du détroit de la Sonde, par des croiseurs japonais.

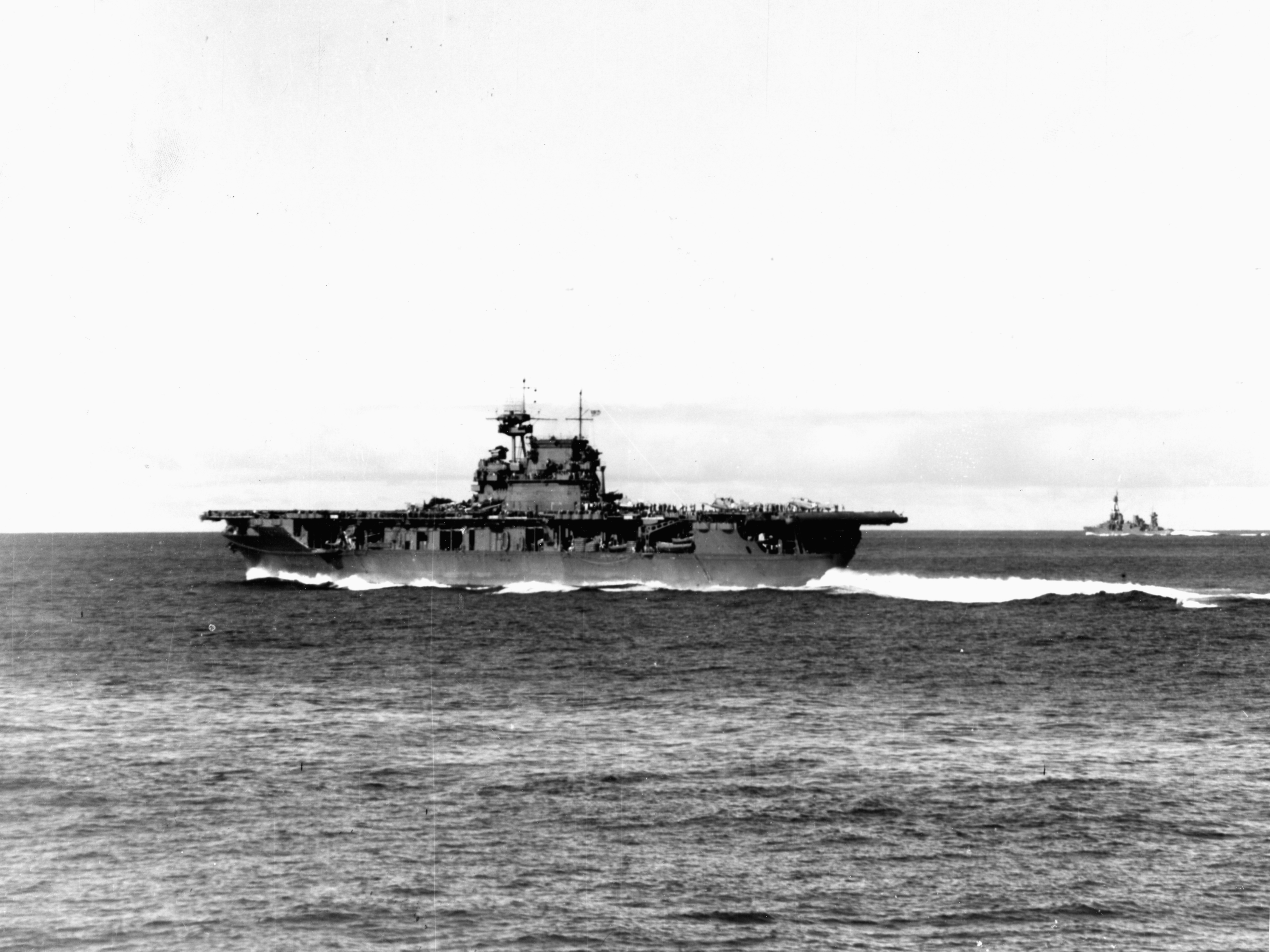
Le 4 juin 1942 au matin, l'USS Enterprise, à grande vitesse, escorté par l'USS Northampton, à l'arrière plan

L'USS Chicago a participé à la bataille de la mer de Corail. Il a été très endommagé à la bataille de l'île de Savo, dont il est un des seuls croiseurs rescapés, et il a été coulé par l'aviation navale japonaise à la bataille de l'île de Rennell, quelques jours après que l'USS Northampton qui avait participé au raid sur Tokyo et à la bataille de Midway, a été torpillé par les destroyers japonais du contre-amiral Tanaka, à la bataille de Tassafaronga, fin novembre 1942.

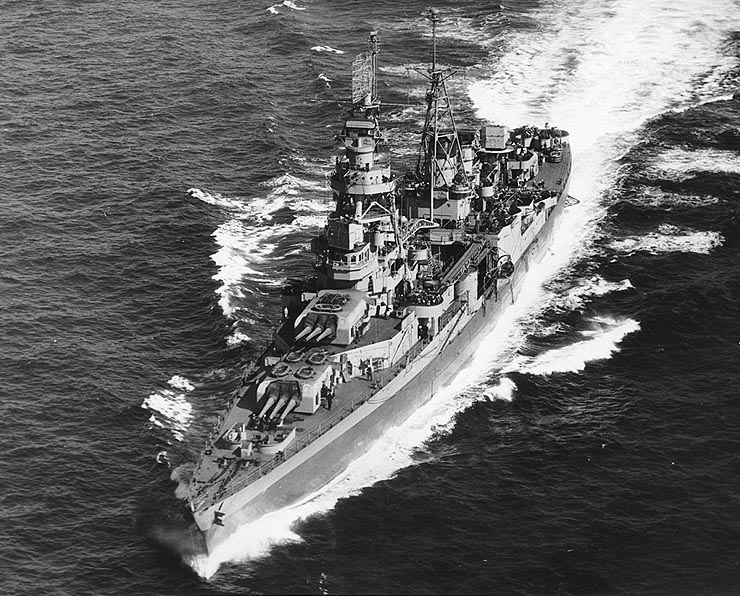
L'USS Augusta au large de Portland, début mai 1945

Les trois autres croiseurs de la classe ont survécu à la guerre. L'USS Augusta après avoir emmené le Président Roosevelt à la conférence de l'Atlantique en août 1941, a été le navire amiral des forces américaines au Maroc lors du débarquement de novembre 1942, ainsi que lors du débarquement de Normandie, en juin 1944, et il a emmené le président Truman à la conférence de Potsdam, au début de 1945.

L'USS Louisville, qui a reçu 13 battle stars pour son service dans le Pacifique, a été le navire amiral du contre-amiral Oldendorf à la bataille du détroit de Surigao, fin octobre 1944, avant de porter la marque du contre-amiral Chandler qui a été tué à son bord lors d'une attaque de kamikaze aux Philippines, au tout début de 1945.

L'USS Chester n'a pas subi de dégâts notables, au cours de son service dans le Pacifique qui lui a cependant valu 11 battle stars.
Déclassés peu après la fin des hostilités, ces croiseurs ont été vendus pour la ferraille entre 1959 et 1961.

## Sources
- (en) Cet article est partiellement ou en totalité issu de l’article de Wikipédia en anglais intitulé « Northampton class cruiser » (voir la liste des auteurs).